# Philoganga robusta
Philoganga robusta là loài chuồn chuồn trong họ Philogangidae. Loài này được Navás mô tả khoa học đầu tiên năm 1936.